# Park An-su
Park An-su ((en hangul, 박안수; en hanja, 朴安洙); nacido el 23 de septiembre de 1968) es un general surcoreano que se desempeña como jefe del Estado Mayor del Ejército de la República de Corea desde octubre de 2023.

## Carrera

### Jefe del Estado Mayor
En mayo de 2024, Park viajó a los Estados Unidos para asistir al Simposio de Fuerzas Terrestres del Pacífico.

### Comandante de la ley marcial
El 3 de diciembre de 2024, Park fue designado por el presidente de Corea del Sur, Yoon Suk-yeol, como comandante de la ley marcial luego de que el presidente declarara la ley marcial el mismo día. Bajo su mando, el Comando de la Ley Marcial emitió la Proclama N.° 1, que prohibía todas las actividades políticas, huelgas y paros laborales, y la difusión de material que apoyara los esfuerzos para "derrocar el sistema democrático liberal".
El 4 de diciembre de 2024, se levantó la ley marcial y se disolvió el Comando de la Ley Marcial.
El 5 de diciembre de 2024, Park dijo a los legisladores que él no había escrito la declaración de la ley marcial y que antes de aprobar un borrador de la declaración, solo había corregido "un error en el tiempo indicado". También dijo que no sabía que se desplegaran soldados en la Asamblea Nacional. Park también presentó su renuncia a Yoon, que fue rechazada.

## Arresto
El 17 de diciembre de 2024, Park fue arrestado por "insurrección y abuso de poder" con una orden judicial, convirtiéndose en el quinto en ser arrestado por el asunto de la declaración de la ley marcial.